# 글라브리딘
글라브리딘(영어: glabridin)은 민감초(Glycyrrhiza glabra)의 뿌리 추출물에서 발견되는 화합물이다. 글라브리딘은 아이소플라보노이드의 일종인 아이소플라베인이다. 글라브리딘은 보다 더 큰 부류의 식물 유래 분자들인 천연 페놀의 일종이다.
글라브리딘은 화장품 성분으로 사용되며 국제 화장품 성분 명명법(INCI)에 등재되어 있다.
글라브리딘은 황갈색 분말이다. 글라브리딘은 물에는 녹지 않지만 프로필렌 글리콜과 같은 유기 용매에는 용해된다.

## 같이 보기
- 글라브렌
- 아이소리퀴리티제닌
- 리퀴리티제닌